# Alvarães (Viana do Castelo)
A Freguesia de Alvarães, com sede na vila que lhe dá o nome, é uma freguesia portuguesa do Município de Viana do Castelo, com 10,24 km² de área e 2462 habitantes (censo de 2021), tendo, por isso, uma densidade populacional de 240,4 hab./km².
A sua sede, Alvarães, é uma vila muito grande e próspera do distrito de Viana do Castelo situada a sul desta. A freguesia de Alvarães confronta a norte com a freguesia de Vila de Punhe, a noroeste com Vila Fria, a oeste com São Romão do Neiva, a sudoeste com Forjães, a sul com o Rio Neiva, a sudeste com Fragoso, a este com Tregosa.
O seu padroeiro é São Miguel. Todos os anos se comemora a "Festa da Santa Cruz", procissão católica de andores floridos (carros de madeira e fibra, cobertos com pétalas de flores naturais) onde alguns chegam a pesar mais de 500 kg.
A história desta terra passou pela extracção de argilas para o fabrico de telhas, tijolos e blocos de barro. Ainda hoje existem fornos antigos que foram preservados pela Junta de Freguesia para que a história não se esqueça.

## Demografia
A população registada nos censos foi:
| Distribuição da População por Grupos Etários | Distribuição da População por Grupos Etários | Distribuição da População por Grupos Etários | Distribuição da População por Grupos Etários | Distribuição da População por Grupos Etários |
| -------------------------------------------- | -------------------------------------------- | -------------------------------------------- | -------------------------------------------- | -------------------------------------------- |
| Ano                                          | 0-14 Anos                                    | 15-24 Anos                                   | 25-64 Anos                                   | > 65 Anos                                    |
| 2001                                         | 456                                          | 435                                          | 1382                                         | 418                                          |
| 2011                                         | 383                                          | 298                                          | 1478                                         | 464                                          |
| 2021                                         | 303                                          | 258                                          | 1234                                         | 667                                          |